# ويلهلم روزنبرغ
ويلهلم روزنبرغ (بالإنجليزية: Wilhelm Rosenberg)‏ هو كاتب مسرحي أمريكي، (ولد في نيويورك في الولايات المتحدة يناير 1850 – 1928 م).